# Dariusz Zielke
Dariusz Zielke (ur. 21 października 1960) – polski lekkoatleta, skoczek wzwyż.

## Osiągnięcia
Reprezentant klubu AZS Gdańsk. Brązowy medalista Zawodów Przyjaźni w 1984 r. z wynikiem 2,20 m. Mistrz Polski z 1986 r., dwukrotny halowy mistrz Polski (1985, 1988). Reprezentant Polski w meczach międzypaństwowych.
Skok wzwyż uprawiał także jego brat, Piotr Zielke.

## Rekordy życiowe
Rekord życiowy - 2,31 m uzyskał 12 sierpnia 1984 w Warszawie (9. wynik w historii polskiej lekkoatletyki).